# Beni Müller

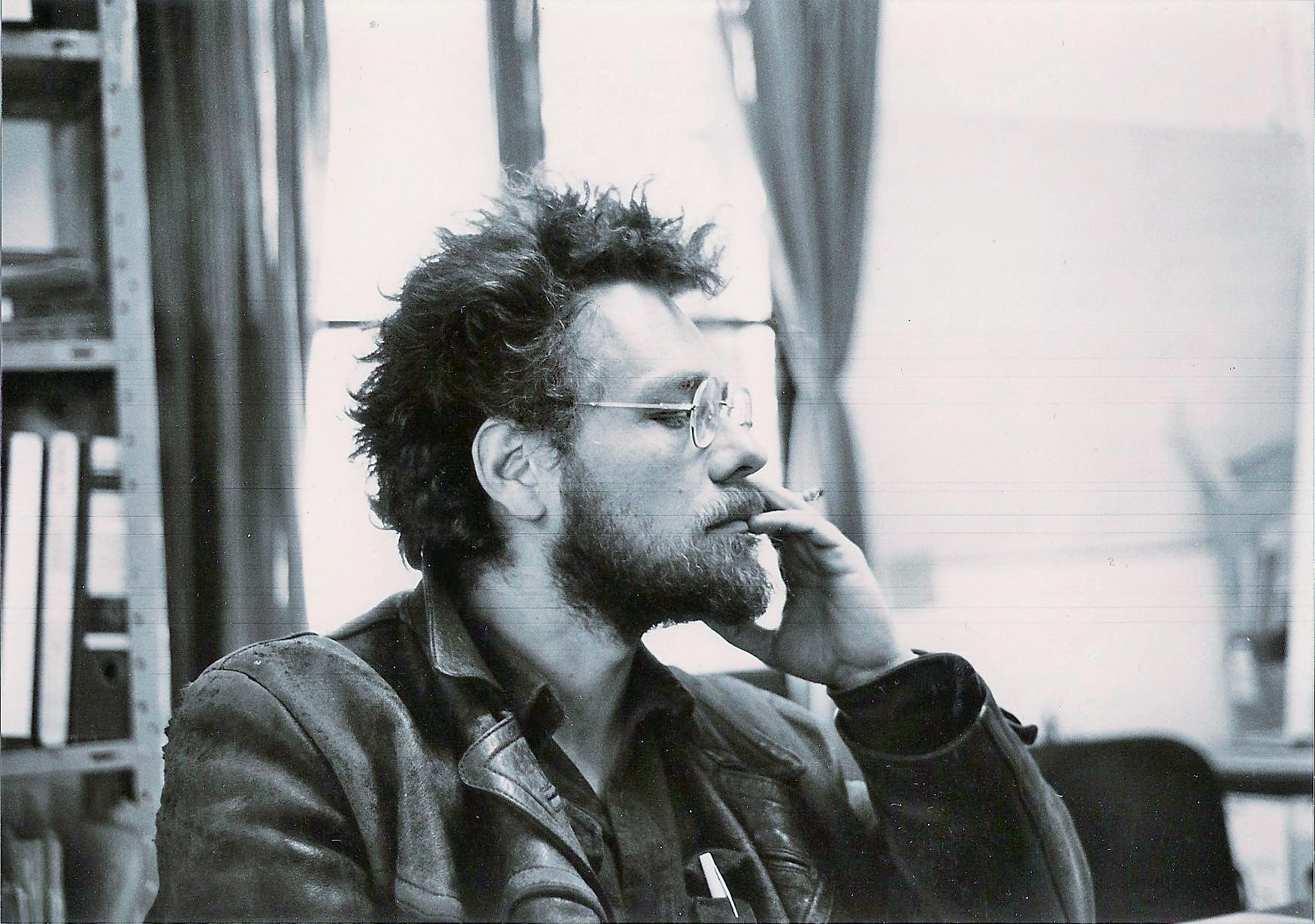
Beni Müller, 1989, Fotografie von Dafna Levy

Bernard Wilhelm Müller (* 1950 in Solothurn) ist ein Schweizer Filmregisseur, Filmproduzent, Filmeditor und Autor.

## Leben
Beni Müller wuchs als Sohn einer Schauspielerin mit zwei Geschwistern in Zürich auf. Er studierte Philosophie (Michel Foucault, Hermann Lübbe), Mathematik (Herbert Gross, Bartel Leendert van der Waerden) und Volkskunde (Claude Lévi-Strauss, Arnold Niederer) an der Universität Zürich.
Anschliessend absolvierte er eine künstlerische Ausbildung. An der École Jacques Lecoq in Paris studierte er Theater und Schauspiel, weitere Seminare besuchte er bei den Theaterschaffenden Jümü (Jürgen Müller-Popken), Heinrich Wertmüller, Jerzy Grotowski. Bei Urs Graf und Marlies Graf Dätwyler, Walter Marti und Reni Mertens, Georg Radanowicz und Sebastian C. Schröder und Viktor Sidler besuchte er Filmseminare. An der F+F Schule für Kunst und Design studierte er Visuelle Gestaltung bei Doris Stauffer, Serge Stauffer und Hansjörg Mattmüller.
Seit 1972 realisierte Beni Müller Experimentalfilme, Dokumentarfilme und Filmgedichte und arbeitete als Editor, Produzent und Regieassistent. Als Autor verfasste er Drehbücher und Schriften zu Filmwissenschaft und Neuen Medien. Von 1982 bis 1984 war Beni Müller als Delegierter des Internationalen Roten Kreuzes IKRK / CICR im Nahen Osten (Israel / Libanon) im Einsatz.

## Werk
Beni Müller publizierte den filmwissenschaftlichen Beitrag Kinematurgie – Schlaglichter auf die Filmästhetik (1985), in dem er Fragen zur Filmästhetik vor einem philosophischen Hintergrund behandelt. Das Vorwort zum Buch verfasste Hans Rudolf Hilty.
Das künstlerische Schaffen von Beni Müller ist in den ersten Berufsjahren eng mit den Filmemachern Erich Langjahr, Steff Gruber, Lucienne Lanaz, Isa Hesse-Rabinovitch und Urs Odermatt verknüpft. Seine Kompetenzen Drehbuch, Regie, Montage kommen je nach filmischem Genre oder Form der Zusammenarbeit unterschiedlich zum Einsatz.
Den ersten grösseren Film Morgarten findet statt (1978) realisierte Beni Müller in Co-Regie mit Erich Langjahr. Der Film erkundet ein Innerschweizer Identitätserhaltungsritual. Beni Müller (et al.) ist Herausgeber des Buchs Morgarten findet statt. Der Sammelband vereint 16 Texte zum Schweizer Film. Anlässlich des 700-jährigen Jubiläums der Schlacht am Morgarten konnte der Film dank finanzieller Unterstützung von Memoriav restauriert und digitalisiert werden.
Für die Filme unter der Regie von Steff Gruber – Moon in Taurus (1980), Fetish & Dreams (1985), Location Africa (1987) – arbeitete Beni Müller an Konzeption und Montage. Die Filme gehören zum Filmgenre Doku-Drama, in dem auf authentischen Fällen beruhende Handlungen verfilmt und gleichzeitig Elemente wie Gefühle, Gedanken, Dialoge fiktionalisiert werden.
Beni Müller verfasste mehrere Drehbücher. Eine bedeutende Verfilmung ist Meine Freunde in der DDR (Regie: Lucienne Lanaz, 1989).
Eines der spannendsten Montageprojekte von Beni Müller war die Zusammenarbeit mit der Filmkünstlerin Isa Hesse-Rabinovitch am Langfilm Geister & Gäste (1988). Für den Film Lopper (Regie: Urs Odermatt, 1991), benannt nach dem gleichnamigen Berg Lopper im Kanton Nidwalden, machte Beni Müller die Montage. Der Film thematisiert die komplexe Geschichte um die Entstehung des ersten Autobahnabschnitts im Kanton Nidwalden.
Beni Müller, durch seine Tätigkeit als Delegierter des Internationalen Roten Kreuzes (1982–1984) mit dem Nahen Osten vertraut, realisierte den Kinofilm Levante – ein Zajal im Morgenland (1989). Der Film ist ein dokumentarisches Filmgedicht und porträtiert eine Kultur des Friedens und der Gastfreundschaft. Die Fährten, um dieser Kultur auf die Spur zu kommen, sind Tauben, Oliven, Spiegel und Handel. Der traditionelle Musikstil Al-Zajal, führt den Zuschauer durch die Impressionen des Alltags. Im Al-Zajal, werden Gedichte gesungen und rezitiert. Dieser Musikstil wird von der UNESCO als immaterielles Kulturerbe der Menschheit anerkannt. Drehort ist die Stadt Damur, die Schauplatz eines Massakers wurde. Beni Müller wählte diese Form der filmischen Umsetzung, um die Realität des Bürgerkriegs mit der Realität des gelebten Alltags zu kontrastieren. Die Filmmusik wurde von der bekannten Schweizer Jazzpianistin Irène Schweizer improvisiert. An der Montage arbeiteten die beiden Filmeditoren Regina Cotteli und Rainer Maria Trinkler.

### Regie
- 1978: Morgarten findet statt (94 Min.), Regie: Erich Langjahr, Beni Müller
- 1989: Levante – ein Zajal im Morgenland (80 Min.), Regie: Beni Müller
- 1990: Auf den Spuren von Spiegel das Kätzchen (34 Min.), Regie: Beni Müller und Nadja Sieger
- 1980 Streik (29 Min.), Regie: Beni Müller

### Montage
- 1973: Tourist Information (14 Min.), Regie: Steff Gruber
- 1978: Das langsame Sterben des Sumatranashorns (94 Min.), Regie: Mike Wildbolz
- 1980: Moon in Taurus (35 Min.), Regie: Steff Gruber
- 1985: Fetish & Dreams (82 Min.), Regie: Steff Gruber
- 1987: Location Africa (65 Min.), Regie: Steff Gruber
- 1988: Geister & Gäste (85 Min.), Regie: Isa Hesse
- 1991: Lopper (35 Min.), Buch und Regie: Urs Odermatt
- 1990: Al Gatun (74 Min.), Buch und Regie: Preeti Kali Chandrakant (Fasciati)
- 2007: Secret Moments (82 Min.), Regie: Steff Gruber

### Publikationen
- 1979: Morgarten findet statt; Beni Müller et al. (Hrsg.), Verlag Erich Langjahr
- 1985: Kinematurgie – Schlaglichter auf die Filmästhetik; Beni Müller, Verlag brennesselverlag & edition, Wädenswil ISBN 3-85578-015-3